# Alfons Zgrzebniok

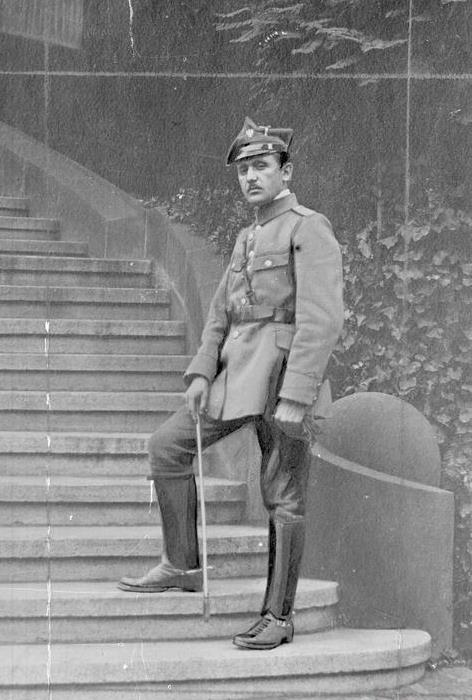
Alfons Zgrzebniok w mundurze Wojska Polskiego.

Alfons Alfred Zgrzebniok pseudonim „Rakoczy” (ur. 16 sierpnia 1891 w Dziergowicach, zm. 31 stycznia 1937 w Marcinkowicach) – polski nauczyciel, działacz samorządowy, śląski działacz polityczny, komendant powstań śląskich, według długoletniej tradycji historiograficznej jeden z założycieli Związku Powstańców Śląskich, choć faktycznie nie brał udział w tym procesie, "prawa ręka" wojewody pomorskiego Stefana Kirtiklisa, wicewojewoda białostocki, kawaler Orderu Virtuti Militari.

## Życiorys
Urodził się w Dziergowicach w patriotycznej wielodzietnej rodzinie polskiej Juliusza Zgrzebnioka, właściciela drobnego gospodarstwa rolnego, prowadzącego jednocześnie warsztat szewski i Eleonory z Rakoczych, prowadzącej mały sklep spożywczy. Ojciec był współzałożycielem Towarzystwa Rolników i Robotników. Alfons Alfred był najstarszym z dziewięciorga rodzeństwa. Miał trzech braci: Antoniego, Franciszka i Jana, oraz pięć sióstr: Marię, Ludwinę (właściwie Albertynę), Reginę, Agnieszkę i Eufrozynę. Ukończył szkołę podstawową w Dziergowicach, jednak ze względu na słabą znajomość języka niemieckiego przyjęto go do gimnazjum dopiero po rocznych korepetycjach w Wodzisławiu. Ukończył gimnazjum w Raciborzu w 1909. Podczas nauki groziło mu wydalenie ze szkoły ze względu na przynależność do Kółka Narodowego. Relegowania uniknął dzięki wysokim wynikom w nauce. Następnie w latach 1909–1914 studiował filozofię, ekonomię i teologię na Uniwersytecie Wrocławskim, gdzie wstąpił do wrocławskiego koła polskiej tajnej organizacji „Zet”. Wybuch I wojny światowej spowodował, że Zgrzebniok musiał przerwać naukę. W czasie wojny w listopadzie 1914 został powołany do armii niemieckiej, walczył na froncie zachodnim i wschodnim. W kampanii został trzykrotnie ranny, zdobył stopień porucznika. Kilka dni przed końcem wojny został zdemobilizowany.
Po zakończeniu wojny stacjonował w garnizonie kozielskim. Pod koniec 1918 roku z polecenia Józefa Dreyzy, komendanta Polskiej Organizacji Wojskowej Górnego Śląska, organizował struktury POW GŚl. w powiecie kozielskim. Mianowany komendantem POW GŚl. na powiat kozielski oraz raciborski. Zorganizował akcję zdobycia broni oraz amunicji z kozielskich koszar, w której sam wziął udział, mając na sobie niemiecki mundur. Wprowadził niemieckich żołnierzy w błąd fałszywymi rozkazami sugerującymi, że Zgrzebniok dowodzi tajną operacją niemieckiego dowództwa. Sposób ten wykorzystywał wielokrotnie do zdobywania broni dla swoich ludzi. Raz udało mu się nawet dzięki niemu uniknąć wykrycia magazynów broni podczas przeszukiwań siedziby „Strzechy” w Raciborzu przez niemiecką policję. Występując w roli niemieckiego oficera zaofiarował swoją pomoc, zwodząc Grenzschutz, dzięki czemu udało się wynieść broń w bezpieczniejsze miejsce.
Aresztowany przez Grenzschutz, uciekł z więzienia. Dzięki swojej działalności stał się „największym polskim bandytą w okręgu kozielskim”, a jego podobizna trafiła na listy gończe. Ukrywał się w Polsce. Dnia 17 kwietnia wraz z Józefem Grzegorzkiem, Wiktorem Rumpfeldem i Adamem Całką wziął udział w czteroosobowej delegacji do Poznania mającej na celu powiadomienie generała Józefa Dowbor-Muśnickiego o decyzji wybuchu powstania na Śląsku. Był jednym z autorów planu powstania, przedstawionego Naczelnej Radzie Ludowej w Poznaniu 19 kwietnia 1919.
Alfons Zgrzebniok wstąpił do założonego w 1902 przez księdza Pawła Brandysa Towarzystwa Rolników i Robotników, którego członkami byli m.in. Juliusz Zgrzebniok, Jan Niemiec i Juliusz Kubica.
Od stycznia 1919 był jednym z najważniejszych członków Polskiej Organizacji Wojskowej Górnego Śląska (POWGŚl). W lutym 1919 w składzie Komitetu Wykonawczego POW GŚl. Na początku lipca 1919 mianowany przez NRL komendantem głównym POW GŚl; z racji pełnienia tej funkcji był naczelnym dowódcą I powstania śląskiego. Po jego upadku organizator pomocy dla rodzin powstańczych. Od 7 sierpnia 1919 pełnił obowiązki szefa sekcji wojskowej Komisariatu Rad Ludowych Śląskich w Sosnowcu. Jeden z dowódców I powstania śląskiego. Ponownie stanął na czele II powstania. W czasie III powstania śląskiego był szefem oddziału personalnego Naczelnej Komendy Wojsk Powstańczych. Następnie został doradcą wojskowym przy sztabie 1. Dywizji Wojsk Powstańczych. Współpracownik Polskiego Komisariatu Plebiscytowego w Bytomiu. Kierował obroną przed napadami bojówek niemieckich na siedzibę PKP oraz dowództwa POW GŚL – hotelu „Lomnitz” w Bytomiu.
W 1922 roku, po podziale Górnego Śląska, przeniósł się na stałe na polską jego część, podobnie jak część jego rodzeństwa. Rodzice pozostali w Dziergowicach. 11 października 1922 r. ożenił się z Heleną z Woźniaków (rejestracja ślubu w Szopienicach, ślub kościelny w Rybniku). Dopiero w kolejnym roku podjął pracę jako nauczyciel wychowania fizycznego w Gimnazjum Klasycznym w Królewskiej Hucie. Publikował artykuły w pismach młodzieżowych; od 1924 roku redagował „Młodą Polskę”, organ Związku Młodzieży Pracującej „Jedność”, działającą przy Narodowej Partii Robotniczej. Ponadto był redaktorem „Gazety Śląskiej”. W 1926 r., na własną prośbę, zwolnił się ze szkolnictwa i został urzędnikiem w Biurze Wojskowym Magistratu w Królewskiej Hucie. Z tego czasu zachowały się co najmniej jeden z tego tekstów oraz wywiad z 1922 r.
Był jednym z kluczowych działaczy Związku Powstańców Śląskich, w organizacje o podobnym charakterze angażował się również w czasie pobytu w Toruniu i Białymstoku. W kwietniu 1928 r. trafił do reorganizowanego polskiego wywiadu w Wolnym Mieście Gdańsku (Biuro Informacyjne w Gdańsku – BIG), gdzie pełnił funkcję oficera ewidencyjnego. Krótki swój pobyt zakończył najpewniej jeszcze przed likwidacją (przekształceniem) BIGu. W historiografii utrwaliła się plotka, że z Gdańska musiał wyjechać zagrożony zamachem ze strony Niemców, co nie znajduje potwierdzenia w źródłach. Przeniósł się później do Warszawy, gdzie mieszkał przy Alejach Jerozolimskich 75. Z dniem 21 kwietnia 1932 r. trafił do Torunia, formalnie jako urzędnik średniego szczebla w Urzędzie Wojewódzkim Pomorskim, faktycznie "prawa ręka" miejscowego wojewody. Po ujawnieniu działań niezgodnych z prawem, a podejmowanych przez środowisko wojewody, z ważnością od 1 czerwca 1935 r. przeniesiono go do Białegostoku, na stanowisko wicewojewody. Rok później trafił tam również jego toruński mentor, S. Kirtiklis. 
Zmarł nagle na serce 31 stycznia 1937 podczas urlopu w Marcinkowicach k. Nowego Sącza, wcześniej, według prasy, zdymisjonowany. 6 lutego 1937 został pochowany na cmentarzu komunalnym w Rybniku w Kwaterze Dowódców Powstań Śląskich.

## Upamiętnienie
Jego nazwiskiem upamiętniono:
- Wkrótce po pogrzebie pojawiła się inicjatywa jego uhonorowania tablicą pamiątkową w siedzibie Gimnazjum Klasycznego w Chorzowie. Ufundowano ją ze składek nauczycieli i uczniów, jednak planowane na 3 września 1939 odroczono z powodu wybuchu wojny. Oryginalna tablica przetrwała II wojnę, ale została odsłonięta dopiero 20 kwietnia 1992 roku w dawnym budynku Gimnazjum Klasycznego (obecnie Zespół Szkół Technicznych nr 2) w Chorzowie.
- W Katowicach, Bytomiu, Zabrzu, Chorzowie, Rybniku, Tychach, Piekarach Śląskich, Kędzierzynie-Koźlu, Pszowie, Pszczynie, Rudzie Śląskiej, Gierałtowicach, Siemianowicach Śląskich oraz Tarnowskich Górach jego imieniem nazwano ulice. W Katowicach od jego nazwiska wzięła nazwę również część dzielnicy Brynów część wschodnia-Osiedle Zgrzebnioka.

## Ordery i odznaczenia
- Order Orła Białego – 2 maja 2021 (pośmiertnie)[24]
- Krzyż Srebrny Orderu Wojskowego Virtuti Militari nr 7851 – 27 czerwca 1922[25]
- Krzyż Niepodległości z Mieczami – 20 stycznia 1931[26]
- Krzyż Oficerski Orderu Odrodzenia Polski
- Złoty Krzyż Zasługi
- Krzyż Walecznych po raz pierwszy, drugi, trzeci i czwarty – 1922 „za męstwo i odwagę wykazane w czasie powstania na Górnym Śląsku"[27]
- Krzyż na Śląskiej Wstędze Waleczności i Zasługi I klasy